# Segunda Ronda Eliminatoria a la Eurocopa Sub-19 2003
La Segunda ronda eliminatoria al Campeonato Europeo de la UEFA Sub-19 2003 contó con la participación de 22 selecciones juveniles de Europa provenientes de la Primera ronda y 6 selecciones que avanzaron directamente para contabilizar 28.
Fueron divididas en 7 grupos de cuatro equipos, donde el vencedor de cada grupo clasificó a la fase final del torneo a celebrarse en Liechtenstein junto al país anfitrión.

## Grupo 1
Los partidos fueron jugados en Alemania.
| País            | J | G | E | P | GF | GC | GD | Pts |
| --------------- | - | - | - | - | -- | -- | -- | --- |
| República Checa | 3 | 2 | 1 | 0 | 3  | 1  | +2 | 7   |
| Bélgica         | 3 | 1 | 2 | 0 | 3  | 2  | +1 | 5   |
| Alemania        | 3 | 1 | 1 | 1 | 11 | 8  | +3 | 4   |
| Eslovaquia      | 3 | 0 | 0 | 3 | 4  | 10 | –6 | 0   |

|  | República Checa | 1–0 | Eslovaquia      |
|  | Alemania        | 2–2 | Bélgica         |
|  | República Checa | 2–1 | Alemania        |
|  | Eslovaquia      | 0–1 | Bélgica         |
|  | Bélgica         | 0–0 | República Checa |
|  | Eslovaquia      | 4–8 | Alemania        |

## Grupo 2
Los partidos se jugaron en Francia.
| País    | J | G | E | P | GF | GC | GD | Pts |
| ------- | - | - | - | - | -- | -- | -- | --- |
| Francia | 3 | 2 | 1 | 0 | 5  | 1  | +4 | 7   |
| España  | 3 | 1 | 1 | 1 | 3  | 2  | +1 | 4   |
| Israel  | 3 | 1 | 0 | 2 | 5  | 6  | –1 | 3   |
| Polonia | 3 | 1 | 0 | 2 | 2  | 6  | –4 | 3   |

|  | España  | 1–2 | Polonia |
|  | Israel  | 1–4 | Francia |
|  | España  | 2–0 | Israel  |
|  | Polonia | 0–1 | Francia |
|  | Francia | 0–0 | España  |
|  | Polonia | 0–4 | Israel  |

## Grupo 3
Los partidos se jugaron en Portugal.
| País      | J | G | E | P | GF | GC | GD | Pts |
| --------- | - | - | - | - | -- | -- | -- | --- |
| Portugal  | 3 | 2 | 1 | 0 | 7  | 2  | +5 | 7   |
| Rusia     | 3 | 2 | 1 | 0 | 5  | 2  | +3 | 7   |
| Dinamarca | 3 | 1 | 0 | 2 | 5  | 7  | –2 | 3   |
| Suecia    | 3 | 0 | 0 | 3 | 3  | 9  | –6 | 0   |

|  | Portugal  | 4–1 | Suecia    |
|  | Dinamarca | 1–3 | Rusia     |
|  | Portugal  | 3–1 | Dinamarca |
|  | Suecia    | 1–2 | Rusia     |
|  | Rusia     | 0–0 | Portugal  |
|  | Suecia    | 1–3 | Dinamarca |

## Grupo 4
Los partidos se jugaron en Irlanda.
| País       | J | G | E | P | GF | GC | GD | Pts |
| ---------- | - | - | - | - | -- | -- | -- | --- |
| Inglaterra | 3 | 3 | 0 | 0 | 5  | 0  | +5 | 9   |
| Irlanda    | 3 | 2 | 0 | 1 | 5  | 3  | +2 | 6   |
| Eslovenia  | 3 | 1 | 0 | 2 | 2  | 6  | –4 | 3   |
| Suiza      | 3 | 0 | 0 | 3 | 3  | 6  | –3 | 0   |

|  | Irlanda    | 0–1 | Inglaterra |
|  | Suiza      | 1–2 | Eslovenia  |
|  | Irlanda    | 3–2 | Suiza      |
|  | Inglaterra | 3–0 | Eslovenia  |
|  | Eslovenia  | 0–2 | Irlanda    |
|  | Inglaterra | 1–0 | Suiza      |

## Grupo 5
Los partidos se jugaron en Austria. 
| País                | J | G | E | P | GF | GC | GD | Pts |
| ------------------- | - | - | - | - | -- | -- | -- | --- |
| Austria             | 3 | 3 | 0 | 0 | 9  | 1  | +8 | 9   |
| Serbia y Montenegro | 3 | 2 | 0 | 1 | 10 | 3  | +7 | 6   |
| Macedonia del Norte | 3 | 0 | 1 | 2 | 2  | 9  | –7 | 1   |
| Chipre              | 3 | 0 | 1 | 2 | 2  | 10 | –8 | 1   |

|  | Austria             | 3–1 | Macedonia del Norte |
|  | Chipre              | 1–5 | Serbia y Montenegro |
|  | Austria             | 4–0 | Chipre              |
|  | Macedonia           | 0–5 | Serbia y Montenegro |
|  | Serbia y Montenegro | 0–2 | Austria             |
|  | Macedonia           | 1–1 | Chipre              |

## Grupo 6
Los partidos se jugaron en Hungría.
| País         | J | G | E | P | GF | GC | GD | Pts |
| ------------ | - | - | - | - | -- | -- | -- | --- |
| Noruega      | 3 | 2 | 1 | 0 | 4  | 2  | +2 | 7   |
| Hungría      | 3 | 2 | 0 | 1 | 8  | 5  | +3 | 6   |
| Países Bajos | 3 | 0 | 2 | 1 | 3  | 5  | –2 | 2   |
| Grecia       | 3 | 0 | 1 | 2 | 3  | 6  | –3 | 1   |

|  | Grecia       | 1–1 | Países Bajos |
|  | Noruega      | 2–1 | Hungría      |
|  | Grecia       | 0–1 | Noruega      |
|  | Países Bajos | 1–3 | Hungría      |
|  | Hungría      | 4–2 | Grecia       |
|  | Países Bajos | 1–1 | Noruega      |

## Grupo 7
Los partidos se jugaron en Italia.
| País              | J | G | E | P | GF | GC | GD | Pts |
| ----------------- | - | - | - | - | -- | -- | -- | --- |
| Italia            | 3 | 3 | 0 | 0 | 9  | 2  | +7 | 9   |
| Georgia           | 3 | 1 | 1 | 1 | 4  | 4  | 0  | 4   |
| Letonia           | 3 | 1 | 0 | 2 | 2  | 6  | –4 | 3   |
| Irlanda del Norte | 3 | 0 | 1 | 2 | 1  | 4  | –3 | 1   |

|  | Italia            | 4–1 | Letonia           |
|  | Georgia           | 1–1 | Irlanda del Norte |
|  | Italia            | 3–1 | Georgia           |
|  | Letonia           | 1–0 | Irlanda del Norte |
|  | Irlanda del Norte | 0–2 | Italia            |
|  | Letonia           | 0–2 | Georgia           |